# Adrien Mougel
Adrien Mougel (ur. 4 lutego 1988 w Remiremont) – francuski biegacz narciarski, zawodnik klubu La Bressaude.

## Kariera
Po raz pierwszy na arenie międzynarodowej Adrien Mougel pojawił 1 marca 2003 roku podczas zawodów juniorskich w szwajcarskim Le Brassus, gdzie był czwarty w biegu na 5 km techniką klasyczną. W 2006 roku wystąpił na mistrzostwach świata juniorów w Kranju, zajmując 34. miejsce w biegu na 10 km stylem klasycznym i ósme w sztafecie. Jeszcze dwukrotnie startował na imprezach tego cyklu, najlepsze wyniki osiągając podczas mistrzostw świata juniorów w Malles Venosta w 2008 roku, gdzie był szesnasty w biegu na 20 km stylem dowolnym i szósty w sztafecie. Trzykrotnie startował na mistrzostwach świata U-23, jego najlepszym wynikiem było piętnaste miejsce w biegu łączonym na 30 km podczas mistrzostw świata juniorów w Hinterzarten w 2010 roku. W Pucharze Świata zadebiutował 6 grudnia 2008 roku w La Clusaz, zajmując 69. miejsce w biegu na 30 km stylem dowolnym. Pierwsze pucharowe punkty wywalczył 16 marca 2013 roku w Oslo, gdzie zajął 52. miejsce na dystansie 50 km techniką dowolną (Francuz otrzymał bonusowe punkty za miejsce w trakcie biegu, a nie miejsce na mecie). W klasyfikacji generalnej sezonu 2012/2013 zajął ostatecznie 157. miejsce. Startuje także w zawodach FIS Marathon Cup, w których raz stanął na podium: 10 lutego 2013 roku był drugi we francuskim maratonie Transjurassienne. W klasyfikacji generalnej najlepiej wypadł w sezonie 2012/2013, który ukończył na 22. pozycji.

## Osiągnięcia

### Mistrzostwa świata młodzieżowców
| Miejsce | Dzień       | Rok  | Miejscowość           | Konkurs                 | Wynik       | Strata      | Zwycięzca              |
| ------- | ----------- | ---- | --------------------- | ----------------------- | ----------- | ----------- | ---------------------- |
| 18.     | 29 stycznia | 2009 | Praz de Lys – Sommand | 15 km stylem dowolnym   | 37:48,1 min | +1:52,2 min | Maurice Manificat      |
| 26.     | 31 stycznia | 2009 | Praz de Lys – Sommand | 30 km łączony           | 1:26:50,2 h | +4:16,6 min | Siergiej Czeriepanow   |
| 37.     | 28 stycznia | 2010 | Hinterzarten          | 15 km stylem klasycznym | 37:50,0 min | +2:53,0 min | Władisław Skobielew    |
| 15.     | 30 stycznia | 2010 | Hinterzarten          | 30 km łączony           | 1:24:45,6 h | +1:21,6 min | Paul Constantin Pepene |
| 17.     | 27 stycznia | 2011 | Otepää                | 15 km stylem dowolnym   | 35:26,3 min | +1:47,0 min | Jewgienij Biełow       |
| 20.     | 31 stycznia | 2011 | Otepää                | 30 km łączony           | 1:13:47,9 h | +2:38,6 min | Alex Harvey            |

### Mistrzostwa świata juniorów
| Miejsce | Dzień     | Rok  | Miejscowość    | Konkurs                  | Wynik       | Strata      | Zwycięzca            |
| ------- | --------- | ---- | -------------- | ------------------------ | ----------- | ----------- | -------------------- |
| 34.     | 1 lutego  | 2006 | Kranj          | 10 km stylem klasycznym  | 26:33,2 min | +3:29,1 min | Petter Northug       |
| 8.      | 5 lutego  | 2006 | Kranj          | Sztafeta 4x5 km          | 47:15,7 min | +1:37,6 min | Norwegia             |
| 28.     | 12 marca  | 2007 | Tarvisio       | Sprint stylem klasycznym | ?           | -           | Iwan Iwanow          |
| 50.     | 16 marca  | 2007 | Tarvisio       | 20 km łączony            | 52:49,8 min | +3:56,8 min | Eirik Kurland Olsen  |
| 8.      | 26 marca  | 2007 | Tarvisio       | Sztafeta 4x5 km          | 49:18,1 min | +56,3 s     | Szwecja              |
| 19.     | 25 lutego | 2008 | Malles Venosta | 10 km stylem klasycznym  | 28:50,3 min | +1:29,8 min | Hans Christer Holund |
| 16.     | 27 lutego | 2008 | Malles Venosta | 20 km stylem dowolnym    | 48:29,6 min | +1:16,7 min | Philipp Marschall    |
| 6.      | 29 lutego | 2008 | Malles Venosta | Sztafeta 4x5 km          | 59:06,1 min | +1:13,8 min | Rosja                |

### Puchar Świata

#### Miejsca w klasyfikacji generalnej
- sezon 2012/2013: 157.

#### Miejsca na podium w zawodach chronologicznie
Jak dotąd Mougel nie stał na podium indywidualnych zawodów Pucharu Świata.

#### Miejsca w poszczególnych konkursachPucharu Świata
stan po zakończeniu sezonu 2012/2013
| Sezon 2008/2009 |                   |                      |                          |                       |                    |                         |                           |                         |                           |                            |                         |                              |                              |                              |                             |                          |                        |                           |                         |                      |                          |                             |                    |                       |                        |                           |                        |                         |                       |                       |        |        |        |        |        |        |        |        |        |        |        |        |        |        |        |        |        |        |
| Gällivare 22.11 (15 km F) | Ruka 29.11 (SP C) | Ruka 30.11 (15 km C) | La Clusaz 6.12 (30 km F) | Davos 13.12 (15 km C) | Davos 14.12 (SP F) | Düsseldorf 20.12 (SP F) | Oberhof 27.12 (3,75 km F) | Oberhof 28.12 (15 km C) | Praga 29.12 (SP F)        | Nové Město 31.12 (15 km C) | Nové Město 1.01 (SP F)  | Val di Fiemme 3.01 (20 km C) | Val di Fiemme 4.01 (10 km F) | TdS                          | Whistler 16.01 (SP C)       | Whistler 17.01 (2x15 km) | Otepää 24.01 (15 km C) | Otepää 25.01 (SP C)       | Rybińsk 30.01 (15 km F) | Rybińsk 31.01 (SP F) | Valdidentro 13.02 (SP F) | Valdidentro 14.02 (15 km C) | Lahti 07.03 (SP F) | Lahti 08.03 (15 km F) | Trondheim 12.03 (SP C) | Trondheim 14.03 (50 km C) | Sztokholm 18.03 (SP C) | Falun 20.03 (3.3 km F)  | Falun 21.03 (2x10 km) | Falun 22.03 (15 km F) | FPŚ    | punkty | punkty | punkty | punkty | punkty | punkty | punkty | punkty | punkty | punkty | punkty | punkty | punkty | punkty |        |        |        |
| - | -                 | -                    | 69                       | -                     | -                  | -                       | -                         | -                       | -                         | -                          | -                       | -                            | -                            | -                            | -                           | -                        | -                      | -                         | -                       | -                    | -                        | -                           | -                  | -                     | -                      | -                         | -                      | -                       | -                     | -                     |        | 0      | 0      | 0      | 0      | 0      | 0      | 0      | 0      | 0      | 0      | 0      | 0      | 0      | 0      |        |        |        |
| Sezon 2012/2013 |                   |                      |                          |                       |                    |                         |                           |                         |                           |                            |                         |                              |                              |                              |                             |                          |                        |                           |                         |                      |                          |                             |                    |                       |                        |                           |                        |                         |                       |                       |        |        |        |        |        |        |        |        |        |        |        |        |        |        |        |        |        |        |
| Gällivare 24.11 (15 km F) | Ruka 30.11 (SP C) | Ruka 1.12 (10 km F)  | Ruka 2.12 (15 km C)      | RT                    | Quebec 8.12 (SP F) | Canmore 13.12 (15 km C) | Canmore 15.12 (SP F)      | Canmore 16.12 (2x15 km) | Oberhof 29.12 (3,75 km F) | Oberhof 30.12 (15 km C)    | Val Müstair 1.01 (SP F) | Toblach 3.01 (35 km F)       | Toblach 4.01 (5 km C)        | Val di Fiemme 5.01 (20 km C) | Val di Fiemme 6.01 (9 km F) | TdS                      | Liberec 12.01 (SP C)   | La Clusaz 19.01 (15 km C) | Soczi 1.02 (SP F)       | Soczi 2.02 (2x15 km) | Davos 16.02 (SP C)       | Davos 17.02 (15 km F)       | Lahti 9.03 (SP F)  | Lahti 10.03 (15 km C) | Drammen 13.03 (SP C)   | Oslo 16.03 (50 km C)      | Sztokholm 20.03 (SP C) | Falun 22.03 (3,75 km F) | Falun 23.03 (15 km C) | FPŚ                   | punkty | punkty | punkty | punkty | punkty | punkty | punkty | punkty | punkty | punkty | punkty | punkty | punkty | punkty | punkty | punkty | punkty | punkty |
| - | -                 | -                    | -                        | -                     | -                  | -                       | -                         | -                       | -                         | -                          | -                       | -                            | -                            | -                            | -                           | -                        | -                      | 40                        | -                       | -                    | -                        | -                           | -                  | -                     | -                      | 52                        | -                      | -                       | -                     | -                     | 0      | 0      | 0      | 0      | 0      | 0      | 0      | 0      | 0      | 0      | 0      | 0      | 0      | 0      | 0      | 0      | 0      | 0      |
| Legenda |                   |                      |                          |                       |                    |                         |                           |                         |                           |                            |                         |                              |                              |                              |                             |                          |                        |                           |                         |                      |                          |                             |                    |                       |                        |                           |                        |                         |                       |                       |        |        |        |        |        |        |        |        |        |        |        |        |        |        |        |        |        |        |
| 1 2 3 4–10 11–30 31–100 Dyskwalifikacja - – zawodnik nie wystartował TdS – Tour de Ski DNS – Zawodnik został zgłoszony do biegu, ale w nim nie wystartował DNF – Zawodnik nie ukończył biegu |                   |                      |                          |                       |                    |                         |                           |                         |                           |                            |                         |                              |                              |                              |                             |                          |                        |                           |                         |                      |                          |                             |                    |                       |                        |                           |                        |                         |                       |                       |        |        |        |        |        |        |        |        |        |        |        |        |        |        |        |        |        |        |

### FIS Worldloppet Cup(FIS Marathon Cup)

#### Miejsca w klasyfikacji generalnej
- sezon 2011/2012: 67.
- sezon 2012/2013: 19.
- sezon 2013/2014: –
- sezon 2014/2015: 4.
- sezon 2016: 6.
- sezon 2017: 6.
- sezon 2018: 5.
- sezon 2019: 6.

#### Miejsca na podium
| Nr | Dzień       | Rok  | Zawody           | Dystans               | Czas biegu  | Strata      | Pozycja | Zwycięzca      |
| -- | ----------- | ---- | ---------------- | --------------------- | ----------- | ----------- | ------- | -------------- |
| 1. | 10 lutego   | 2013 | Transjurassienne | 76 km stylem dowolnym | 3:24:31,6 h | +1:57,7 min | 2.      | Benoît Chauvet |
| 2. | 18 stycznia | 2015 | Dolomitenlauf    | 42 km stylem dowolnym | 1:32:07,2 h | +1:44,3 min | 3.      | Toni Livers    |
| 3. | 21 stycznia | 2018 | Dolomitenlauf    | 60 km stylem dowolnym | bd.         | -           | 1.      | -              |